# Manel Lobo Vidal
Manel Lobo Vidal   (Barcelona, 11 de maig de 1904 - Barcelona, 17 de febrer de 1983) fou un jugador d'hoquei sobre herba català que va competir durant les dècades de 1920 i 1930.
Durant la seva carrera esportiva jugà al Reial Club de Polo de Barcelona, amb qui guanyà nou Campionats de Catalunya (1922-25, 1929, 1932, 1934, 1935, 1936) i quatre Copes d'Espanya (1922, 1924, 1925, 1929). Amb la selecció espanyola participà en els Jocs Olímpics d'Amsterdam de 1928.
A més fou escultor aficionat. Va esculpir per encàrrec, una escultura esfinx de Dom Guéranger. Abad de Solesme, i del Pare Ubach de Montserrat, escultures que es troben al Monestir de Montserrat. També una escultura del Sagrat Cor que està al museu Diocesà de Barcelona. Així mateix va fer bustos de més de 40 familiars i amics.